# Delio Ojeda
Delio Ramón Ojeda Ferreira (Atyrá, Departamento de Cordillera, Paraguay, 25 de septiembre de 1985) es un futbolista paraguayo. Juega como defensa central y su equipo actual es Atlético Grau de la Liga 1 de Perú.

## Trayectoria
Delio Ojeda realizó su debut como futbolista profesional lo dio en Club General Diaz.

### The Strongest
Luego de una gran temporada en Guabirá, ficha por The Strongest. Con el aurinegro también fue uno de los principales referentes, logrando conseguir varios campeonatos.
A inicios del 2013 parte a Liga de Loja, sin embargo, debido a constantes lesiones no tuvo la continuidad deseada.
A inicios del 2016 llega a préstamo por 18 meses al Crucero del Norte.
Luego de una temporada con mucha regularidad en el fútbol paraguayo, se marcha a Colombia para fichar por Jaguares de Córdoba de la Primera A. Es Jaguares tuvo una paso muy destacado, siendo elegido figura de la fecha en reiteradas ocasiones.
Ante la sorpresa de los hinchas, la directiva decidió no renovar su contrato y quedó como jugador libre. El 23 de diciembre del 2019 fichó por una temporada con el UTC de Cajamarca para afrontar la Liga 1 2020.   Fue a jugar la liga 2 con el club atlético Grau saliendo figura de la final y siendo campeón, volviendo así a la máxima categoría de la Liga 1 2021

## Clubes
| Club                | País      | Año               | Partidos | Goles |
| ------------------- | --------- | ----------------- | -------- | ----- |
| General Díaz        | Paraguay  | 2007 - 2008       | 35       | 2     |
| Guabirá             | Bolivia   | 2009-2010         | 35       | 6     |
| The Strongest       | Bolivia   | 2011 - 2012       | 60       | 8     |
| Liga de Loja        | Ecuador   | 2013              | 15       | 0     |
| Guabirá             | Bolivia   | 2013              | 22       | 3     |
| San José            | Bolivia   | 2014 - 2015       | 57       | 4     |
| Crucero del Norte   | Argentina | 2016 - 2017       | 33       | 2     |
| 3 de Febrero        | Paraguay  | 2018              | 27       | 2     |
| Jaguares de Córdoba | Colombia  | 2019              | 34       | 3     |
| UTC                 | Perú      | 2020              | 34       | 0     |
| Atlético Grau       | Perú      | 2021 - Actualidad | 17       | 3     |

## Palmarés

### Títulos nacionales
| Título           | Club          | País    | Edición       |
| ---------------- | ------------- | ------- | ------------- |
| Primera División | The Strongest | Bolivia | Apertura 2011 |
| Primera División | The Strongest | Bolivia | Clausura 2011 |
| Primera División | The Strongest | Bolivia | Apertura 2012 |
| Liga 2           | Atlético Grau | Perú    | 2021          |

### Distinciones individuales
| Distinción                             | Año  |
| -------------------------------------- | ---- |
| Mejor once de la Liga 2 según la SAFAP | 2021 |